# Morinda batesii
Morinda batesii är en måreväxtart som beskrevs av Herbert Fuller Wernham. Morinda batesii ingår i släktet Morinda och familjen måreväxter. Inga underarter finns listade i Catalogue of Life.